# Лукаш Бєганський

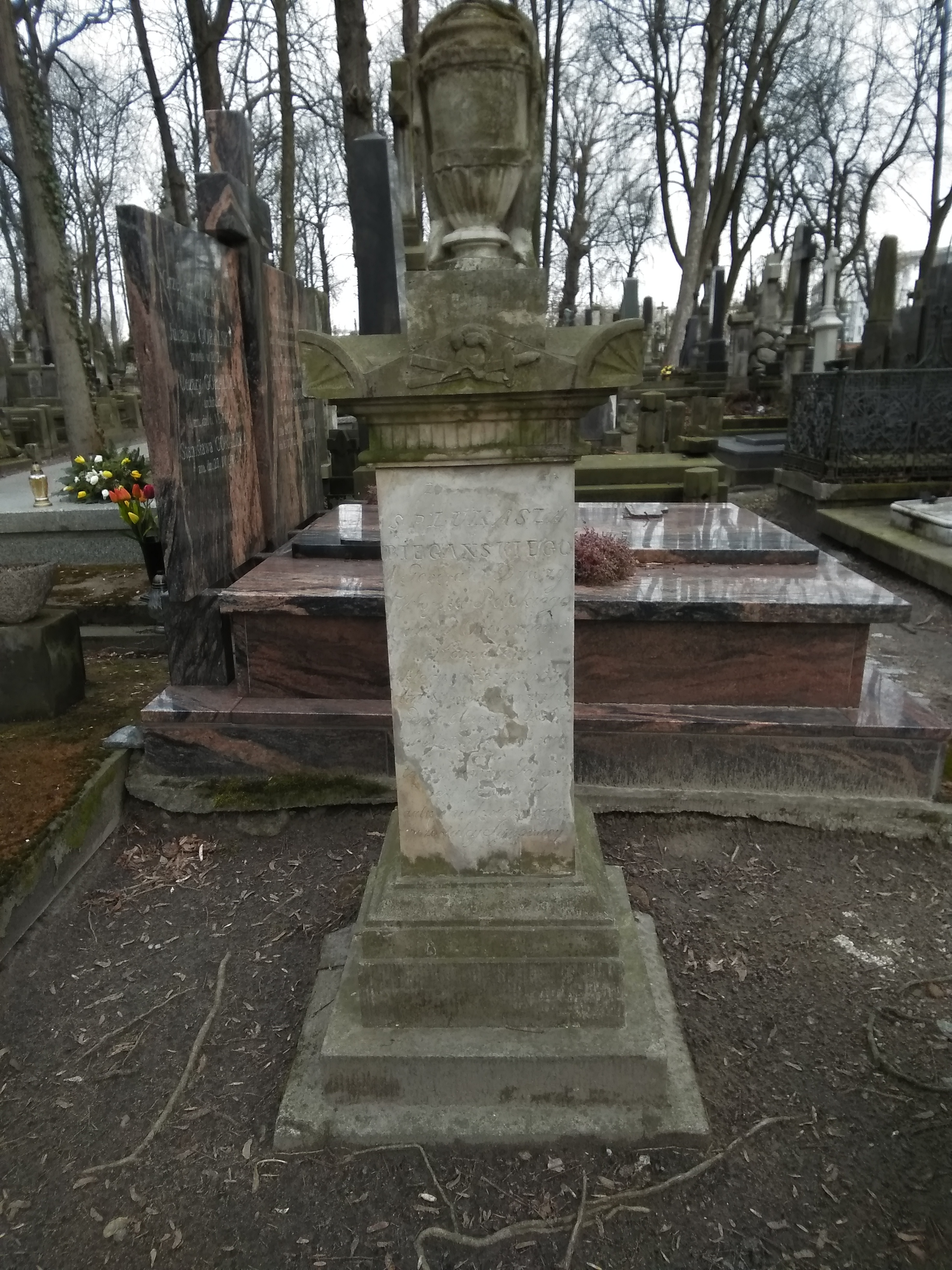
Могила Лукаша Бєганського на Повонзькому цвинтарі

Лукаш Бєганський (18 жовтня 1755 року, Млинівці поблизу Тернополя — 6 червня 1839 року, Варшава) — шляхтич татарського походження, дивізійний генерал Війська Польського.

## Життєпис
З 1774 року в коронному війську, 1782 року прапорщик. Брав участь у повстанні 1794 року, був ад'ютантом Тадеуша Костюшка в чині майора. Після битви під Мацейовицями він і Костюшко потрапили в російський полон. У 1807 році він був прийнятий до армії Герцогства Варшавського у званні полковника. 27 грудня того ж року він отримав звання бригадного генерала. 1808 року був дивізійним майором 1-ї дивізії. 1809 року воював проти австрійців як лінійний командувач. У 1812 році під час Московського походу був комендантом Варшави. 1813 року після капітуляції Варшави заарештований.
Згодом служив у війську Царства Польського. У 1814–1831 рр. директор одежного комісаріату Війська Царства Польського. 3 вересня 1826 р. проведений у генерал-майори. У 1830 році за 35 років служби нагороджений орденом «Знак гонору». 1831 року вийшов у відставку. Оселився у Варшаві, де й помер. Не був репресований росіянами за участь у повстанні.
Він був членом масонської ложі «Об'єднані брати» третього ступеня обряду (Майстер).
1808 року був нагороджений кавалерським хрестом ордена Virtuti Militari, згодом Олександром I Романовим — орденом Святого Станіслава 2-го ступеня.
Спочиває на цвинтарі Повонзкі у Варшаві (ділянка 26, ряд 5, могила 30).